# 600. pěší divize (Wehrmacht)
600. pěší divize (německy 600. Infanterie-Division) byla pěší divize německé armády (Wehrmacht) za druhé světové války. Byla součástí Ruské osvobozenecké armády.

## Historie
Divize byla založena 1. prosince 1944 ve vojenském prostoru Münsingen jako 1. divize Ruské osvobozenecké armády. V dubnu 1945 byla 600. pěší divize zničena v bitvě o Berlín.

## Velitelé
| Datum            | Hodnost      | Jméno                   |
| ---------------- | ------------ | ----------------------- |
| 1. prosinec 1944 | generálmajor | Sergej Kuzmič Buňačenko |

## Členění
| Členění 600. pěší divize |
| ------------------------ |
| Grenadier-Regiment 1601  |
| Grenadier-Regiment 1602  |
| Grenadier-Regiment 1603  |
| Artillerie-Regiment 1600 |
| Pionier-Bataillon 1600   |
| Divisionseinheiten 1600  |